# Whitefish Bay
Whitefish Bay er en stor bugt i den østlige ende af den sydlige bred ved Lake Superior mellem Michigan og Ontario. Den begynder i nord og vest ved Whitefish Point i Michigan omkring 10 mil fra det nordlige Paradise, Michigan og slutter ved St. Marys River og Sault Ste. Marie i sydøst. Den østlige side af bugten på Ontario-siden er mere ujævn og med mere vildmark. Den internationale grænse løber gennem bugten, som derfor bliver brugt meget til sejltraffik både i den nordgående og sydgående retning fra Soo Locks. Whitefish Point Light markerer indgangen til bugten, Ile Parisienne Light er placeret i midten af bugten og Point Iroquois Light ligger nær udmundningen af bugten og nær Soo Locks.